# Milko Bizjak
Milko Bizjak (Jesenice, 1º novembre 1959) è un organista e musicologo sloveno.

## Biografia
Milko Bizjak ha studiato organo e composizione all'Accademia di Musica di Lubiana dal 1978 al 1980. Ha poi proseguito gli studi presso l'Accademia di Musica di Zagabria, dove si è diplomato in organo nel 1984. Si è perfezionato ulteriormente a Praga e Graz.
L'attività concertistica lo ha portato ad esibirsi in Slovenia, Italia, Romania e Polonia. Ricordiamo i concerti alla Cattedrale di Lubiana (1985), al Festival di Asiago (1988-1990), al Baroque Music Festival di Cluj-Napoca (2010), a Trieste (2010), alla Rassegna del Duomo di Serravalle (2011) e al Festival organistico internazionale "J. S. Bach" di Varsavia (2014). In ambito discografico ha inciso alcuni LP, CD e musicassette.
Dal 1985 al 1993 è stato attivo come docente di organo alla scuola organistica di Lubiana. Dal 2006 al 2011 ha insegnato organo al Conservatorio di Novo mesto. 
Come musicologo si è interessato in particolare di compositori attivi in Slovenia nel XVIII secolo (fra cui Antonio Tarsia e Jakob Zupan). Ha pubblicato inoltre alcuni articoli sulla cultura organistica e organaria slovena per il magazine Cerkveni glasbenik, collaborando inoltre come consulente del Centro di restauro Sloveno in veste di esperto di organi barocchi.

## Discografia
- 1985 – Orgle na Slovenskem, Crngrob (Helidon)
- 1985 – Orgle v Cankarjevem domu (RTB Beograd)
- 1987 – Ave Maria (Helidon) con Sabira Hajdarević, mezzosoprano
- 1989 – Milko Bizjak, orgulje (Jugoton Zagreb)
- 1990 – Bach: Orgelwerk (ZKP RTV Ljubljana)
- 1991 – Glasba Dežele Kranjske (ZKP RTV Ljubljana)